# Fernand Crommelynck
Fernand Crommelynck (* 19. November 1886 in Paris; † 17. März 1970 in Saint-Germain-en-Laye, Frankreich) war ein belgischer Dramatiker französischer Sprache.
Crommelynck schrieb hauptsächlich volkstümliche Theaterstücke. Besonders in den späten Dramen griff er soziale Themen auf.

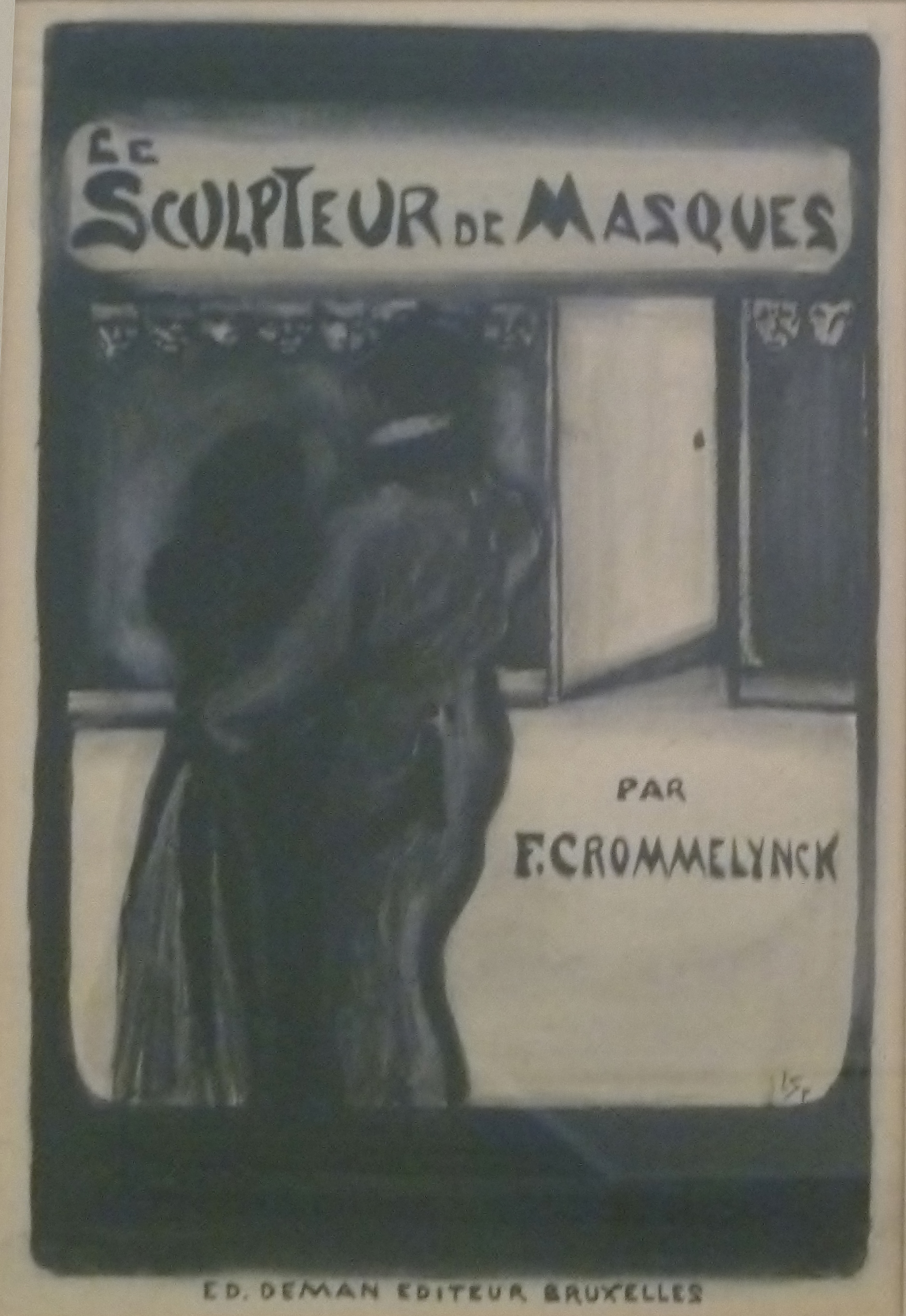
„Le Sculpteur de Masques“ (1907) – Illustration durch Léon Spilliaert

## Werke (Auswahl)

### Dramen
- Le sculpteur de masques (1908, dt.: Der Maskenschnitzer)
- Le cocu magnifique (1921, dt.: Der Hahnrei)
- Tripes d'or (1930)
- Carine ou la jeune fille folle de son âme (1930)
- Une femme qui a le cœr trop petit (1934)
- Chaud et froid ou l'idée de M. Dom (1941)

### Romane
- Lá est la question (1947)